# Les Oiseaux de malheur
Les Oiseaux de malheur (The Doomsters) est un roman noir américain de Ross Macdonald paru en 1958. C'est le septième roman de la série ayant pour héros le détective privé Lew Archer.

## Résumé
Un matin, Lew Archer est réveillé par des coups martelés à sa porte. Un certain Carl Hallman vient de s'échapper d'un hôpital psychiatrique en compagnie d'une vieille connaissance du détective. Hallman demande l'aide d'Archer, car depuis la mort de ses parents, son frère Jerry, sous prétexte de rechercher son bien, est surtout parvenu à le faire interner. Or, la mort du sénateur Hallman paraît suspecte et Carl demande à Archer de faire la lumière à ce sujet : il suppose un arrière-plan politique aux malheurs qui secouent sa famille. En outre, il s'inquiète de sa femme Mildred, personne démunie s'il en est, qui doit s'occuper seule du vaste domaine familial. Malgré ses réticences, Archer accepte de se charger de cette affaire. Une mauvaise décision, puisqu'au moment de le reconduire à l'hôpital, Carl Hallman lui vole son automobile.
À Purissima, chez les Hallman, Archer rencontre Mildred Hallman qui lui confie sa détresse : son mari, qu'elle aime, lui semble victime d'une machination du clan familial : on cherche à le faire passer pour fou afin de lui subtiliser sa part d'héritage. Au centre de ce plan, Vinnie, la femme de Jerry, ourdit le complot avec l'aide du bellâtre Dr Grantland, le médecin de la famille. Archer aura fort à faire pour calmer le jeu, car la haine et les turpitudes sont arrivées au point où, chez les Hallman, il suffit d'un rien pour que les désirs de pouvoir et d'argent dégénèrent en actes de violence sur fond d'intrigues politiques.

## Réception critique
Selon Jean Tulard, qui reprend l'avis de plusieurs critiques américains, Les Oiseaux de malheur est « un tournant dans l'œuvre de Macdonald. Lew Archer y apparaît comme un homme blessé et marqué par le péché originel » Le roman est également, comme beaucoup de romans noirs, une critique impitoyable d'une société américaine vouée aux dieux de l'argent et du pouvoir.

## Éditions
Édition originale américaine
- (en) Ross Macdonald, The Doomsters, New York, Knopf, 1958 (OCLC 1376657)

Éditions françaises
- (fr) Ross Macdonald (auteur) et Jean-Pierre Deloux (traducteur) (trad. de l'anglais), La Malédiction des Hallman [« The Doomsters »], Paris, Guénaud, coll. « Facette », 1977, 260 p. (ISBN 2-86215-002-9)
- (fr) Ross Macdonald (auteur) et Jean-Pierre Deloux (traducteur), La Malédiction des Hallman [« The Doomsters »], Genève, Cremille, coll. « Les Grands maîtres du roman policier », 1980, 280 p.
- (fr) Ross Macdonald (auteur) et Jean-Pierre Deloux (traducteur) (trad. de l'anglais), La Malédiction des Hallman : roman [« The Doomsters »], Paris, Clancier-Guénaud, 1986, 260 p. (ISBN 2-86215-092-4)
- (fr) Ross Macdonald (auteur) et Jean-Pierre Deloux (traducteur) (trad. de l'anglais), La Malédiction des Hallman [« The Doomsters »], Paris, 10/18, coll. « Grands détectives no 2145 », 1990, 317 p. (ISBN 2-264-01514-4, BNF 35286360)
- (fr) Ross Macdonald (auteur) et Jacques Mailhos (traducteur) (trad. de l'anglais), Les Oiseaux de malheur [« The Doomsters »], Paris, Éditions Gallmeister, coll. « Totem no 56 », 2015, 288 p. (ISBN 978-2-35178-556-0, BNF 44420973) Cette dernière traduction est la seule à donner le texte intégral auparavant largement tronqué dans la traduction française.

## Sources bibliographiques
- Jean Tulard, Dictionnaire du roman policier : 1841-2005. Auteurs, personnages, œuvres, thèmes, collections, éditeurs, Paris, Fayard, 2005, 768 p. (ISBN 978-2-915793-51-2, OCLC 62533410), p. 468 (Notice La Malédiction des Hallman).
- (en) Tom Nolan (préf. Sue Grafton), Ross Macdonald : a biography, New York, NY, Scribner, 1999, 496 p. (ISBN 0-684-81217-7 et 978-0-684-81217-5, OCLC 40180979)